# Adoretus sandakanus
Adoretus sandakanus är en skalbaggsart som beskrevs av Ohaus 1935. Adoretus sandakanus ingår i släktet Adoretus och familjen Rutelidae. Inga underarter finns listade i Catalogue of Life.